# Município de Brushcreek (condado de Highland, Ohio)
Localização do Ohio nos E.U.A.
O município de Brushcreek (em inglês: Brushcreek Township) é um local localizado no condado de Highland no estado estadounidense de Ohio. No ano 2010 tinha uma população de 1381 habitantes e uma densidade populacional de 12,3 pessoas por km².

## Geografia
O município de Brushcreek encontra-se localizado nas coordenadas 39° 06′ 58″ N, 83° 24′ 55″ O. Segundo a Departamento do Censo dos Estados Unidos, o município tem uma superfície total de 112.27 km², da qual 112,15 km² correspondem a terra firme e (0,11 %) 0,13 km² é água.

## Demografia
Segundo o censo de 2010, tinha 1381 pessoas residindo no município de Brushcreek. A densidade de população era de 12,3 hab./km².